# 대구율원초등학교
대구율원초등학교는 대한민국 대구광역시 동구의 초등학교이다.

## 연혁
- 2006-10-31 대구율원초등학교 인가(36학급)
- 2009-03-01 제1대 이동우 교장 취임
- 2009-03-01 대구율원초등학교 개교(14학급, 병설유치원 1학급 인가)
- 2009-03-02 급식실 개소식
- 2009-03-02 제1회 신입생 입학식 및 개학식(신입생 58명, 재적 255명)
- 2009-03-09 급식 시작
- 2009-07-07 꿈마루도서관 및 율원갤러리 개관식
- 2009-10-06 실과실 개관식
- 2010-01-01 교육감 지정 교육특구
- 2010-02-11 제1회 졸업식(졸업생 39명)
- 2010-03-01 경제교육 시범학교 지정
- 2010-03-02 27학급 편성(신입생: 131명, 재적: 424명)
- 2011-02-11 대구율원초등학교 병설유치원 제2회 졸업식(졸업생 29명)
- 2011-02-16 대구율원초등학교 제2회 졸업식(졸업생 80명)
- 2011-03-01 교육복지투자우선 지원 학교 지정
- 2011-03-02 대구율원초등학교 병설유치원 제3회 입학식(입학생 28명)
- 2011-03-02 대구율원초등학교 제3회 입학식(입학생 173명)
- 2012-01-29 동쪽담장펜스 설치
- 2012-02-10 대구율원초등학교 병설유치원 제3회 졸업식(졸업생 26명)
- 2012-02-16 대구율원초등학교 제3회 졸업식(졸업생 115명)
- 2012-03-01 36학급 편성(특수 1학급 포함)
- 2012-03-02 제4회 입학식(145명), 제4회 유치원입학식(21명)
- 2012-03-07 대구율원초등학교병설유치원 제4회 입학식(입학생 22명)
- 2012-10-18 100대 교육과정 교육감상 수상
- 2012-11-11 교육복지 우선지원사업 평가 우수학교 수상
- 2012-11-19 제13회 아름다운 교육상 수상 (학교브랜드분야 지식경제부 장관상)
- 2013-01-03 학교평가 2년 연속 최우수상 수상
- 2013-01-31 학생안정보호실(초소) 설치
- 2013-02-08 제4회 유치원 졸업 및 수료식(21명)
- 2013-02-15 제4회 졸업식(144명)
- 2013-03-01 37학급 편성(특수 1학급 포함)
- 2013-03-01 제2대 김효일 교장선생님 부임
- 2013-03-04 대구율원초등학교 제5회 입학식(입학식 162명)
- 2013-03-06 대구율원초등학교 병설유치원 제5회 입학식(입학식 25명)
- 2014-02-14 교문(정문) 설치
- 2014-03-01 대구광역시교육청지정 대용부설학교 (2014.3.1. ~ 2017.2.28. 3년간)
- 2014-03-03 대구율원초등학교 제6회 입학식(입학식 215명)
- 2014-10-17 2014 동부교육지원청 교육장배 육상대회 3위
- 2014-10-24 제14회 불조심어린이마당 대상(교육부장관)
- 2014-11-03 탄소발자국기록장 실천공모전 최우수학교(환경부장관)
- 2014-12-03 대구광역시교육감배 학교스포츠클럽대회 남초부3위
- 2014-12-26 2014학년도 학교평가 우수상 수상
- 2014-12-31 2014 주제가 있는 학교특색 우수상 수상
- 2015-02-06 제6회 유치원 졸업 및 수료식(28명)
- 2015-02-13 제6회 졸업식(131명)
- 2015-03-01 제3대 장보원 교장선생님 부임
- 2015-12-07 사랑의 도시락데이 우수사례 공모전 우수상 (교육감상 수상)
- 2016-04-01 2016년 학교 흡연예방 및 금연실천학교
- 2016-12-20 돌봄교실 4대 안전장치 설치
- 2016-12-29 학교운동장 우레탄 트랙 교체 공사
- 2017-02-10 대구율원초등학교병설유치원 제 8회 유치원 졸업식 (28명)
- 2018-11-26 학교스포츠클럽대회 플라잉디스크 남초부 준우승 (교육감상 수상)
- 2019-03-01 제4대 임현혜 교장선생님 부임
- 2019-04-04 대구광역시 교육청 미래역량선도학교 지정
- 2020-02-12 대구율원초등학교 제 11회 졸업식(168명), 총 졸업생 수(1368명)